# Tiro esportivo nos Jogos Pan-Americanos de 2023 - Carabina três posições 50 m masculino
A competição da carabina três posições 50 m masculino do tiro esportivo nos Jogos Pan-Americanos de 2023 foi disputada em 27 de outubro de 2023 no Polígono de Tiro, em Pudahuel. Um total de 22 atiradores de 12 Comitês Olímpicos Nacionais (CON) participaram do evento.

## Calendário
Horário local (UTC−3).
| Data          | Hora  | Fase           |
| ------------- | ----- | -------------- |
| 27 de outubro | 9:00  | Qualificatória |
| 27 de outubro | 11:30 | Final          |

## Medalhistas
| Ouro   | MEX Carlos Quezada   |
| Prata  | USA Timothy Sherry   |
| Bronze | USA Lucas Kozeniesky |

## Resultados

### Qualificatória
Os oito primeiros atiradores se classificam para a final.
| Pos. | Atirador            | CON                                 | 1         | 2        | Sub total   | Total   | Notas |
| ---- | ------------------- | ----------------------------------- | --------- | -------- | ----------- | ------- | ----- |
| 1    | Timothy Sherry      | USA Estados Unidos                  | 100 96    | 98 99 97 | 198 199 193 | 590-32x | Q,    |
| 2    | Lucas Kozeniesky    | USA Estados Unidos                  | 99 100 97 | 99 98 95 | 198 192     | 588-30x | Q     |
| 3    | Cassio Rippel       | BRA Brasil                          | 96 100 96 | 100 93   | 196 200 189 | 585-28x | Q     |
| 4    | Carlos Quezada      | MEX México                          | 97 99 94  | 97 96    | 194 196 190 | 580-29x | Q     |
| 5    | Tye Ikeda           | CAN Canadá                          | 97 98 96  | 96 97 95 | 193 195 191 | 579-25x | Q     |
| 6    | Rainier Quintanilla | CUB Cuba                            | 95 98 96  | 96       | 191 194 192 | 577-20x | Q     |
| 7    | Alexis Eberhardt    | ARG Argentina                       | 96 99 93  | 97 98 93 | 193 197 186 | 576-25x | Q     |
| 8    | Cristian Morales    | PER Peru                            | 97 98 94  | 96 99 91 | 193 197 185 | 575-19x | Q     |
| 9    | Eduardo Sampaio     | BRA Brasil                          | 96 99 88  | 98 99 94 | 194 198 182 | 574-28x |       |
| 10   | Israel Gutiérrez    | ESA El Salvador                     | 96 97 92  | 98 93    | 194 195 185 | 574-22x |       |
| 11   | Daniel Vizcarra     | PER Peru                            | 96 91     | 96 99 95 | 192 195 186 | 573-21x |       |
| 12   | Douglas Oliva       | EAI Equipe de Atletas Independentes | 94 98 96  | 95 98 92 | 189 196 188 | 573-19x |       |
| 13   | Grzegorz Sych       | CAN Canadá                          | 96 99 91  | 96 99 91 | 192 198 182 | 572-28x |       |
| 14   | Carlos Quintero     | MEX México                          | 96 97 93  | 91 99 96 | 187 196 189 | 572-17x |       |
| 15   | Marcelo Zoccali     | ARG Argentina                       | 96 99 92  | 95 97 92 | 191 196 184 | 571-25x |       |
| 16   | Julio Iemma         | VEN Venezuela                       | 95 99 91  | 93 98 94 | 188 197 195 | 570-22x |       |
| 17   | Alexander Molerio   | CUB Cuba                            | 92 96 92  | 95 98 95 | 187 194 187 | 568-20x |       |
| 18   | Anyelo Parada       | CHI Chile                           | 92 96 89  | 94 98 93 | 190 194 182 | 566-22x |       |
| 19   | Cristóbal Robles    | CHI Chile                           | 93 98 92  | 91 99 89 | 184 197 181 | 562-20x |       |
| 20   | Allan Márquez       | EAI Equipe de Atletas Independentes | 89 97 89  | 93 97 89 | 182 194 178 | 554-12x |       |
| 21   | Jhon Hurtado        | ECU Equador                         | 91 90     | 89 90 76 | 180 166     | 526-7x  |       |
|      | Diego Santamaría    | ESA El Salvador                     |           |          |             | DNS     |       |

### Final
| Pos.              | Atirador                | 1º estágio | 1º estágio | 2º estágio – eliminação | 2º estágio – eliminação | 2º estágio – eliminação | 2º estágio – eliminação | 2º estágio – eliminação | 2º estágio – eliminação | Total | Notas |
| ----------------- | ----------------------- | ---------- | ---------- | ----------------------- | ----------------------- | ----------------------- | ----------------------- | ----------------------- | ----------------------- | ----- | ----- |
| Medalha de ouro   | MEX Carlos Quezada      | 149.9      | 302.6      | 402.0                   | 411.9                   | 422.4                   | 431.8                   | 442.4                   | 9.7                     | 452.1 |       |
| Medalha de prata  | USA Timothy Sherry      | 151.5      | 305.9      | 399.1                   | 409.5                   | 419.4                   | 429.3                   | 440.0                   | 9.5                     | 449.5 |       |
| Medalha de bronze | USA Lucas Kozeniesky    | 150.7      | 302.8      | 400.6                   | 410.1                   | 418.9                   | 428.7                   | 10.1                    | —                       | 438.8 |       |
| 4                 | CAN Tye Ikeda           | 148.3      | 302.2      | 397.9                   | 407.5                   | 417.1                   | 8.6                     | —                       | —                       | 425.7 |       |
| 5                 | ARG Alexis Eberhardt    | 148.1      | 297.0      | 393.8                   | 404.3                   | 9.7                     | —                       | —                       | —                       | 414.0 |       |
| 6                 | CUB Rainier Quintanilla | 147.6      | 295.5      | 394.3                   | 9.9                     | —                       | —                       | —                       | —                       | 404.2 |       |
| 7                 | BRA Cassio Rippel       | 148.2      | 300.5      | 44.8 48.0               | —                       | —                       | —                       | —                       | —                       | 392.9 |       |
| 8                 | PER Cristian Morales    | 147.4      | 298.6      | 48.6 44.8               | —                       | —                       | —                       | —                       | —                       | 392.0 |       |